# Maxime III de Constantinople
Maxime III de Constantinople (en grec : Μάξιμος Γ΄ Χριστώνυμος) fut patriarche de Constantinople de 1476 à 1482.

## Biographie
Le grand ecclésiarque Manuel Christonymos avait été la créature du puissant Démétrius Kyritzès, favori et secrétaire du sultan Mehmed II. Depuis une vingtaine d'années, il était intervenu dans les nombreux complots et désordres qui avaient secoué le patriarcat. Après la destitution de Raphaël, il est lui-même porté au patriarcat au printemps 1476 sous le nom de « Maxime III ». Vitalien Laurent souligne que c'est paradoxalement son gouvernement qui procure à l'Église de Constantinople l'apaisement tant recherché. Comme Gennade II Scholarios, il capte la bienveillance de Mehmed II par son éloquence et sa science, mais gère aussi les affaires du patriarcat à la satisfaction des Grecs et des Ottomans jusqu'à sa mort survenue le 3 avril 1482.